# Bonner Sport-Club 01/04 1976-1977
Questa voce raccoglie le informazioni riguardanti il Bonner Sport-Club 01/04 nelle competizioni ufficiali della stagione 1976-1977.

## Stagione
Nella stagione 1976-1977 il Bonner, allenato da Martin Luppen e Siegfried Melzig, concluse il campionato di 2. Bundesliga al 16º posto.

## Rosa
| N. |                     | Ruolo | Calciatore            |
| -- | ------------------- | ----- | --------------------- |
|    | Germania (bandiera) | P     | Horst Dreher          |
|    | Austria (bandiera)  | P     | Herbert Höller        |
|    | Germania (bandiera) | D     | Klaus-Dieter Dewinski |
|    | Germania (bandiera) | D     | Peter Nover           |
|    | Germania (bandiera) | D     | Günter Schwaba        |
|    | Germania (bandiera) | D     | Dieter Schwabe        |
|    | Germania (bandiera) | D     | Ulrich van den Berg   |
|    | Germania (bandiera) | C     | Helmut Balke          |
|    | Germania (bandiera) | C     | Peter Bröhl           |
|    | Germania (bandiera) | C     | Klaus Czizewski       |
|    | Germania (bandiera) | C     | Norbert Lenzen        |

| N. |                     | Ruolo | Calciatore          |
| -- | ------------------- | ----- | ------------------- |
|    | Germania (bandiera) | C     | Ulrich Surau        |
|    | Germania (bandiera) | A     | Eckhard Deterding   |
|    | Germania (bandiera) | A     | Werner Grau         |
|    | Germania (bandiera) | A     | Reiner Greiffendorf |
|    | Germania (bandiera) | A     | Walter Hoffmann     |
|    | Germania (bandiera) | A     | Jan Hubiak          |
|    | Germania (bandiera) | A     | Johannes Jansen     |
|    | Germania (bandiera) | A     | Dieter Kraus        |
|    | Serbia (bandiera)   | A     | Pedro Milasincic    |
|    | Germania (bandiera) | A     | Wolfgang Thier      |

## Organigramma societario
Area tecnica
- Allenatore: Siegfried Melzig
- Allenatore in seconda:
- Preparatore dei portieri:
- Preparatori atletici:

## Calciomercato

### Sessione estiva
| Acquisti | Acquisti              | Acquisti          | Acquisti |
| R.       | Nome                  | da                | Modalità |
| -------- | --------------------- | ----------------- | -------- |
| C        | Helmut Balke          | Arminia Bielefeld |          |
| A        | Eckhard Deterding     | Preußen Münster   |          |
| D        | Klaus-Dieter Dewinski | Bochum            |          |
| P        | Horst Dreher          | Arminia Bielefeld |          |
| A        | Reiner Greiffendorf   | Mülheim           |          |
| A        | Dieter Kraus          | Mülheim           |          |
| A        | Pedro Milasincic      | Gütersloh         |          |
| D        | Peter Nover           | Mülheim           |          |
| D        | Dieter Schwabe        | Colonia           |          |
| D        | Ulrich van den Berg   | Schalke 04        |          |

| Cessioni | Cessioni              | Cessioni        | Cessioni |
| R.       | Nome                  | a               | Modalità |
| -------- | --------------------- | --------------- | -------- |
| C        | Siegfried Bönighausen | Rot-Weiss Essen |          |

### Sessione invernale
| Acquisti | Acquisti     | Acquisti        | Acquisti |
| R.       | Nome         | da              | Modalità |
| -------- | ------------ | --------------- | -------- |
| C        | Ulrich Surau | Rot-Weiss Essen |          |

| Cessioni | Cessioni | Cessioni | Cessioni |
| R.       | Nome     | a        | Modalità |
| -------- | -------- | -------- | -------- |

## Risultati

### 2. Bundesliga

#### Girone di andata
| Arbitro: | Gathmann |

|                       |           |                                        |
| Hoffmann 18’ Grau 31’ | Marcatori | 44’ Ludwig 77’ Hattenberger 81’ Linßen |

| Arbitro: | Schön |

|                            |           |                  |
| Busk 55’, 77’ Etterich 83’ | Marcatori | 80’ Greiffendorf |

| Arbitro: | Burgers |

|                |           |            |
| Milasincic 37’ | Marcatori | 88’ Oswald |

| Arbitro: | Gabriel |

|                                                                 |           |  |
| Graul 17’ Seiler 21’, 88’ Möhlmann 22’ (rig.) Wolf 31’ Blau 60’ | Marcatori |  |

| Arbitro: | Reichmann |

|              |           |  |
| Hoffmann 38’ | Marcatori |  |

| Arbitro: | Niemann |

|                                       |           |  |
| Wloka 23’ Bachorz 42’ Hammes 42’, 68’ | Marcatori |  |

| Arbitro: | Lüling |

|             |           |                |
| Schwaba 56’ | Marcatori | 5’, 67’ Hansel |

| Herford 19 settembre 1976 8ª giornata | Herford | 0 – 0 referto | Bonner | Ludwig-Jahn-Stadion (12 000 spett.)\| Arbitro: \| Heymann \| |
| Arbitro:                              | Heymann |               |        |                                                              |

| Arbitro: | Uhlig |

|                                                       |           |         |
| Greiffendorf 27’ van den Berg 43’, 47’ Milasincic 52’ | Marcatori | 7’ Hupe |

| Arbitro: | Zittrich |

|                    |           |  |
| Lindner 54’ (rig.) | Marcatori |  |

| Arbitro: | Bartnick |

|                                        |           |  |
| Hoffmann 23’ Lenzen 62’, 66’ Balke 87’ | Marcatori |  |

| Arbitro: | Retzmann |

|            |           |                          |
| Zindel 87’ | Marcatori | 49’ Thier 80’ Milasincic |

| Arbitro: | Gathmann |

|                        |           |              |
| Bebensee 9’ Mrosko 45’ | Marcatori | 66’ Hoffmann |

| Arbitro: | Zuchantke |

|                         |           |                          |
| Deterding 46’ Kraus 80’ | Marcatori | 30’ Gans 81’, 82’ Schock |

| Arbitro: | Uhlig |

|              |           |  |
| Fritsche 73’ | Marcatori |  |

| Arbitro: | Wuttke |

|                  |           |          |
| van den Berg 21’ | Marcatori | 55’ Kehr |

| Arbitro: | Richter |

|                                   |           |                |
| Erhart 8’ Hey 17’ Lienen 33’, 72’ | Marcatori | 55’ Milasincic |

| Arbitro: | Fork |

|                               |           |                                 |
| Thier 3’ Deterding 73’ (rig.) | Marcatori | 44’ Winter 59’ Kemmer 61’ Kulla |

| Arbitro: | Bartnick |

|                   |           |                         |
| Gelsdorf 57’, 81’ | Marcatori | 52’ Deterding 59’ Thier |

#### Girone di ritorno
| Arbitro: | Schütte |

|                                                            |           |  |
| Linßen 9’ Wesseler 40’ Mödrath 43’ Ludwig 61’ Campbell 78’ | Marcatori |  |

| Arbitro: | Herrmann |

|                          |           |                   |
| Grau 23’ Lenzen 61’, 67’ | Marcatori | 56’, 89’ Sinnigen |

| Arbitro: | Schön |

|                 |           |                  |
| Gerber 21’, 69’ | Marcatori | 62’ van den Berg |

| Arbitro: | Heymann |

|                                   |           |              |
| van den Berg 76’ Nover 82’ (rig.) | Marcatori | 90’ Möhlmann |

| Arbitro: | Glasneck |

|                                                      |           |  |
| Milewski 26’, 68’ Wunder 45’ (rig.), 80’ Lüttges 58’ | Marcatori |  |

| Arbitro: | Hanschke |

|                              |           |  |
| Hoffmann 3’ van den Berg 11’ | Marcatori |  |

| Arbitro: | Wichmann |

|                       |           |            |
| Riege 16’ Mostert 24’ | Marcatori | 83’ Lenzen |

| Arbitro: | Winkler |

|                                  |           |  |
| Milasincic 17’ Hoffmann 21’, 40’ | Marcatori |  |

| Arbitro: | Zittrich |

|          |           |                  |
| Rnic 10’ | Marcatori | 88’ van den Berg |

| Arbitro: | Wuttke |

|                        |           |            |
| Thier 17’ Hoffmann 21’ | Marcatori | 54’ Mielke |

| Arbitro: | Fork |

|                                                                 |           |                        |
| Budde 29’ Götz 32’ Pröpper 38’ Fanz 57’ Redder 76’ Ferreira 86’ | Marcatori | 37’ Balke 85’ Hoffmann |

| Arbitro: | Risse |

|  |           |                 |
|  | Marcatori | 46’, 61’ Klinge |

| Arbitro: | Schütte |

|                                   |           |  |
| van den Berg 78’ Surau 80’ (rig.) | Marcatori |  |

| Arbitro: | Winkler |

|                                    |           |              |
| Mühlenberg 7’ Greif 28’ Schock 40’ | Marcatori | 21’ Hoffmann |

| Arbitro: | Teichert |

|              |           |  |
| Hoffmann 70’ | Marcatori |  |

| Arbitro: | Heymann |

|                          |           |            |
| Kehr 32’ Jansen 71’, 79’ | Marcatori | 84’ Lenzen |

| Arbitro: | Pauly |

|                                    |           |          |
| Hoffmann 50’ (rig.) Milasincic 79’ | Marcatori | 18’ Wolf |

| Arbitro: | Horeis |

|  |           |                                   |
|  | Marcatori | 4’ Lenzen 30’ Deterding 58’ Balke |

| Arbitro: | Reichmann |

|                  |           |  |
| Surau 68’ (rig.) | Marcatori |  |

## Statistiche

### Statistiche di squadra
| Competizione  | Punti | In casa | In casa | In casa | In casa | In casa | In casa | In trasferta | In trasferta | In trasferta | In trasferta | In trasferta | In trasferta | Totale | Totale | Totale | Totale | Totale | Totale | DR  |
| Competizione  | Punti | G       | V       | N       | P       | Gf      | Gs      | G            | V            | N            | P            | Gf           | Gs           | G      | V      | N      | P      | Gf     | Gs     | DR  |
| ------------- | ----- | ------- | ------- | ------- | ------- | ------- | ------- | ------------ | ------------ | ------------ | ------------ | ------------ | ------------ | ------ | ------ | ------ | ------ | ------ | ------ | --- |
| 2. Bundesliga | 33    | 19      | 12      | 2       | 5       | 36      | 21      | 19           | 2            | 3            | 14           | 17           | 51           | 38     | 14     | 5      | 19     | 53     | 72     | -19 |
| Totale        | 33    | 19      | 12      | 2       | 5       | 36      | 21      | 19           | 2            | 3            | 14           | 17           | 51           | 38     | 14     | 5      | 19     | 53     | 72     | -19 |

### Andamento in campionato
| Giornata  | 1  | 2  | 3  | 4  | 5  | 6  | 7  | 8  | 9  | 10 | 11 | 12 | 13 | 14 | 15 | 16 | 17 | 18 | 19 | 20 | 21 | 22 | 23 | 24 | 25 | 26 | 27 | 28 | 29 | 30 | 31 | 32 | 33 | 34 | 35 | 36 | 37 | 38 |
| --------- | -- | -- | -- | -- | -- | -- | -- | -- | -- | -- | -- | -- | -- | -- | -- | -- | -- | -- | -- | -- | -- | -- | -- | -- | -- | -- | -- | -- | -- | -- | -- | -- | -- | -- | -- | -- | -- | -- |
| Luogo     | C  | T  | C  | T  | C  | T  | C  | T  | C  | T  | C  | T  | T  | C  | T  | C  | T  | C  | T  | T  | C  | T  | C  | T  | C  | T  | C  | T  | C  | T  | C  | C  | T  | C  | T  | C  | T  | C  |
| Risultato | P  | P  | N  | P  | V  | P  | P  | N  | V  | P  | V  | V  | P  | P  | P  | N  | P  | P  | N  | P  | V  | P  | V  | P  | V  | P  | V  | N  | V  | P  | P  | V  | P  | V  | P  | V  | V  | V  |
| Posizione | 15 | 20 | 18 | 19 | 17 | 19 | 20 | 18 | 17 | 17 | 16 | 15 | 15 | 15 | 16 | 16 | 17 | 18 | 18 | 18 | 17 | 17 | 17 | 17 | 17 | 18 | 17 | 17 | 17 | 17 | 17 | 17 | 17 | 17 | 17 | 17 | 16 | 16 |

Legenda:

Luogo: C = Casa; T = Trasferta. Risultato: V = Vittoria; N = Pareggio; P = Sconfitta.

### Statistiche dei giocatori
| H. Balke        | 32 | 3  | 4 | 1 |
| P. Bröhl        | 16 | 0  | 0 | 0 |
| K. Czizewski    | 1  | 0  | 0 | 0 |
| E. Deterding    | 25 | 4  | 2 | 0 |
| K. Dewinski     | 18 | 0  | 0 | 0 |
| H. Dreher       | 15 | 0  | 0 | 0 |
| W. Grau         | 29 | 2  | 1 | 0 |
| R. Greiffendorf | 35 | 2  | 1 | 0 |
| W. Hoffmann     | 35 | 12 | 6 | 0 |
| J. Hubiak       | 20 | 0  | 3 | 0 |
| H. Höller       | 24 | 0  | 0 | 0 |
| J. Jansen       | 13 | 0  | 0 | 0 |
| D. Kraus        | 25 | 1  | 0 | 0 |
| N. Lenzen       | 37 | 7  | 3 | 0 |
| P. Milasincic   | 35 | 6  | 3 | 0 |
| P. Nover        | 13 | 1  | 0 | 0 |
| G. Schwaba      | 32 | 1  | 4 | 0 |
| D. Schwabe      | 20 | 0  | 1 | 0 |
| U. Surau        | 7  | 2  | 0 | 0 |
| W. Thier        | 29 | 4  | 2 | 0 |
| U. van den Berg | 31 | 8  | 3 | 0 |